# Fitling
Fitling är en by i civil parish East Garton, i distriktet East Riding of Yorkshire, i grevskapet East Riding of Yorkshire, i England. Byn är belägen 9 km från Hedon. Fitling var en civil parish 1866–1935 när blev den en del av East Garton. Civil parish hade 85 invånare år 1931. Byn nämndes i Domedagsboken (Domesday Book) år 1086, och kallades då Fidlinge/Fitlinge.